# Manuel Titos
Manuel Titos Martínez (Guadahortuna, 1948) es un historiador y catedrático jubilado de la Universidad de Granada, gran investigador e historiador de Sierra Nevada. Las líneas de su tarea de investigación han recorrido ámbitos como la Historia económica, la historia empresarial, la historia financiera y la historia natural, montañera y cultural de Sierra Nevada, que conoció primero como montañero y posteriormente como estudioso. En 2024, fue galardonado con la Medalla de Oro de Andalucía al Mérito Medioambiental.

## Biografía
Manuel Titos es doctor en Filosofía y Letras (Historia) por la Universidad de Granada y profesor de la misma institución desde 1977 hasta 2019 en que se jubiló como catedrático de Historia Contemporánea. Realizó su tesis doctoral sobre "Crédito y ahorro en la Granada del siglo XIX" y fue subdirector general de la Caja de Ahorros de Granada.
Es autor o coordinador de 60 libros y de unos 200 artículos en revistas especializadas, y ha participado en 15 proyectos de investigación y realizado varias estancias en centros extranjeros. Sus comunicaciones y ponencias en congresos, seminarios, coloquios, simposios y reuniones científicas superan el medio centenar. También ha dirigido diez tesis doctorales y numerosos trabajos de fin de carrera y doctorado, y ha comisariado varias exposiciones y coordinado algunas colecciones bibliográficas.

## Publicaciones
Entre sus libros más destacados relacionados con Sierra Nevada se encuentran «Sierra Nevada, una gran historia», «La aventura de Sierra Nevada», «Mulhacén», «Cartografía de Sierra Nevada», «Leyendas de Sierra Nevada», «Los Neveros de Sierra Nevada» y «Sierra Nevada, testimonios de un milenio». En otros ámbitos historiográficos pueden citarse sus obras «El sistema financiero en Andalucía: tres siglos de historia», «Biografía económica de Manuel de Falla», «Verano del 36 en Granada», «Historia de Granada», «El sistema financiero en España», «Rodríguez-Acosta, banqueros de Granada» o «Estudiantes, obreros y campesinos».

## Distinciones
Entre sus distinciones se encuentra el Premio Lid de Historia Empresarial, la Medalla de Honor de la Academia de Bellas Artes de Granada, el nombramiento como Miembro de Honor del Centro de Estudios Históricos de Granada y su Reino, la Medalla conmemorativa del Centenario de los Parques Nacionales en España, la Medalla de Oro de la Provincia de Granada, la Medalla de oro al mérito de la ciudad de Granada y el premio «Cumbres Salvajes» otorgado en 2023 por la Federación Andaluza de Montañismo.
En 2020 recibió el premio del Consejo Social de la Universidad de Granada a la mejor actividad formativa impartida en modalidad on-line por la dirección del MOOC (Massive Open Online Course) Sierra Nevada, en el que, en las seis ediciones realizadas hasta ahora, han participado más de 25.000 estudiantes de todo el mundo.
Es miembro de la Academia Andaluza de la Historia y presidente del Consejo de Participación del Espacio Natural Sierra Nevada (Parque Natural y Parque Nacional). En 2024, fue galardonado con la Medalla de Oro de Andalucía al Mérito medioambiental.